# Bornholmer Grundschule Berlin
Die Bornholmer Grundschule (Abkürzung: BGS) ist eine öffentliche montessori-orientierte Grundschule in offenem Ganztagesbetrieb in Berlin im „Nordischen Viertel“ des Bezirks Prenzlauer Berg.

## Geschichte
Ludwig Hoffmann erbaute die Grundschule 1911 bis 1912. Eröffnet wurde sie am 1. April 1912. 
Während des Zweiten Weltkrieges wurden 1942 und 1944 Teile des Schulgebäudes als Hilfskrankenhaus für Kriegsverletzte genutzt.
In den mittleren 90er Jahren wird das pädagogische Konzept der Bornholmer Grundschule nach der Reformpädagogin Maria Montessori ausgerichtet. Der Leitsatz "Hilf mir, es selbst zu tun!" wird eingeführt. 1996 wird der Öko-Garten von der Schneeglöckchenstraße auf das Schulgelände der Bornholmer Grundschule verlegt.

## Gebäude
Heute steht das durch Ludwig Hoffmann gestaltete Gebäude unter Denkmalschutz. Das Schulhaus umfasst drei Stockwerke, eine Aula und einen Essenssaal. Zur Schule gehört auch eine Sporthalle. Diese wurde 1927 um eine Etage aufgestockt und ist seither zweistöckig. Als Besonderheit verbindet ein Glastunnel die Sporthalle mit einem dreistöckigen Umkleide-Anbau. Der zugehörige Sportplatz wird auch von Fußballvereinen genutzt. 

## Ausrichtung der Schule
An der Bornholmer Grundschule wird in den Jahrgängen 1 bis 6 unterrichtet. In den Klassenstufen 1 bis 2 findet fachübergreifender Unterricht statt. 
Neben der Förderung kognitiver Fähigkeiten sollen folgende Kompetenzen entwickelt und angewendet werden:
- Bereitschaft zur Teamarbeit,
- Übernahme von Verantwortung u. a. für die eigenen Lernfortschritte und die Fähigkeit der Selbsteinschätzung,
- die Fähigkeit zu selbständigem Lernen unter Anwendung verschiedener Lernstrategien und -methoden.[5]

Die Bornholmer Grundschule erfüllt die Kriterien der Musikalischen Grundschule.
Die Schule spricht sich gegen Diskriminierungen aller Art aus, insbesondere gegen Diskriminierung aufgrund von Herkunft, Hautfarbe, Glauben, körperlichen und geistigen Beeinträchtigungen. 
An der Bornholmer Grundschule gibt es Kinder, die sich in der Streitschlichtung einsetzen. Sie helfen Streitparteien in einem Gespräch mit klaren Regeln über den Streit, die Ursachen, ihre Gefühle und Interessen zu verständigen. Gemeinsam mit den Beteiligten können sie helfen, eine für beide Seiten akzeptable oder sogar gewinnbringende Lösung zu finden.

## Erweitertes Angebot
Das Angebot der Schule wird durch die ergänzende Förderung und Betreuung (eFöB) in der schulfreien Zeit erweitert. Hier finden die Kinder Möglichkeiten sich in den AGs Tätigkeiten wie Chor, Töpfern, Gärtnern, Sport, Musical oder Sprachen zu widmen. Das Angebot der Schule wird zudem durch den von Eltern und pädagogischen Fachkräften getragenen Förderverein unterstützt. Im Laufe des Jahren finden einige Veranstaltungen und Feste statt, darunter der Weihnachtsbasar, das Hoffest sowie Choricals (Musicals mit Chorbegleitung).